# Bothrops diporus
Espèce
Synonymes
- Bothrops neuwiedi diporus Cope, 1862
- Bothropoides diporus (Cope, 1862)

Bothrops diporus est une espèce de serpents de la famille des Viperidae. 

## Répartition
Cette espèce se rencontre :
- au Brésil dans les États de São Paulo, de Paraná, de Santa Catarina, de Rio Grande do Sul et de Mato Grosso do Sul ;
- en Argentine dans les provinces de Catamarca, Córdoba, Corrientes, Chaco, Formosa, Jujuy, La Pampa, La Rioja, Río Negro, Mendoza, Misiones, Salta, San Luis, Santa Fe, Santiago del Estero et de Tucumán ;
- au Paraguay.

## Description

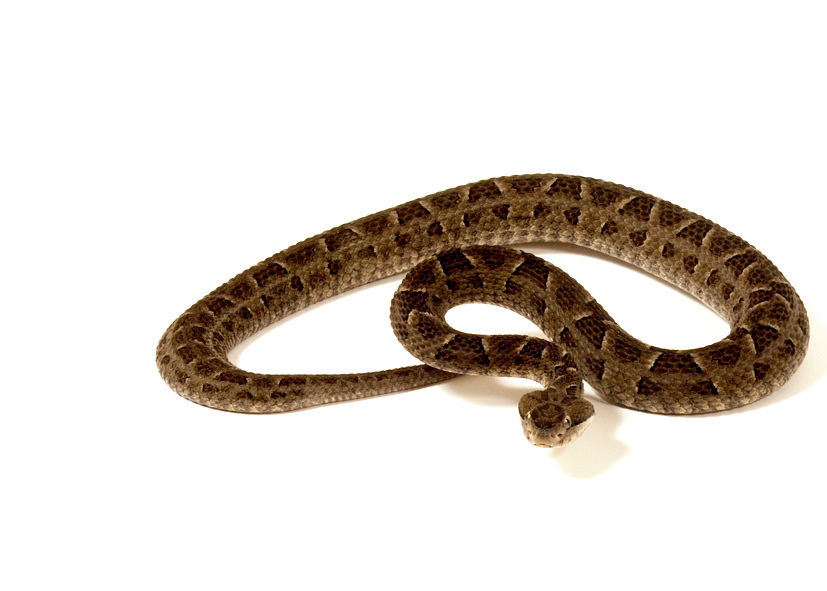
Bothrops diporus

C'est un serpent venimeux.

## Publication originale
- Cope, 1862 : Catalogues of the Reptiles Obtained during the Explorations of the Parana, Paraguay, Vermejo and Uraguay Rivers, by Capt. Thos. J. Page, U. S. N.; And of Those Procured by Lieut. N. Michler, U. S. Top. Eng., Commander of the Expedition Conducting the Survey of the Atrato River. Proceedings of the Academy of Natural Sciences of Philadelphia, vol. 14, p. 346-359 & 594 (texte intégral).